# 布赖河畔帕里涅
布赖河畔帕里涅（法語：Parigné-sur-Braye，法語發音：[paʁiɲe syʁ bʁɛ]）是法国马耶讷省的一个市镇，属于马耶讷区。

## 地理
布赖河畔帕里涅（48°18'57"N, 0°39'11"W）面积9.88 平方千米，位于法国卢瓦尔河地区大区马耶讷省，该省份为法国西北部内陆省份，北起芒什省和奧恩省，西接伊勒-维莱讷省，南至曼恩-卢瓦尔省，东临萨尔特省。
与布赖河畔帕里涅接壤的市镇（或旧市镇、城区）包括：瓦索、拉艾特拉韦赛讷、马耶讷、圣博代勒、圣乔治比塔旺。

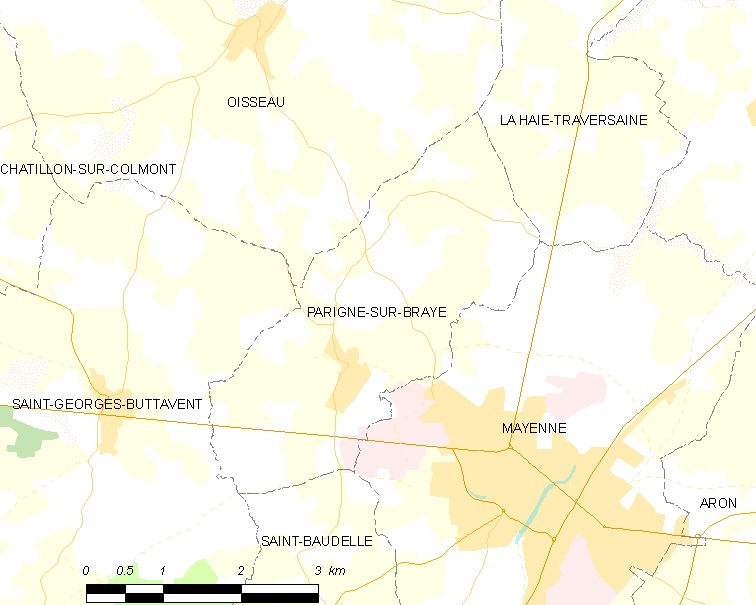
布赖河畔帕里涅的OSM定位图

布赖河畔帕里涅的时区为UTC+01:00、UTC+02:00（夏令时）。

## 行政
布赖河畔帕里涅的邮政编码为53100，INSEE市镇编码为53174。

## 政治
布赖河畔帕里涅所属的省级选区为马耶讷县。

## 人口

1962-2008年间布赖河畔帕里涅人口变化图示

布赖河畔帕里涅于2022年1月1日时的人口数量为841人。